# Ableton Live
Ableton Live (pronunciación en inglés: /ˈeɪbəltən laɪv/) es un secuenciador de audio y MIDI, aplicación también conocida como DAW (Digital Audio Workstation) para los sistemas operativos Windows y macOS.

## Fundamentos
Ableton Live está pensado tanto para la composición musical como para la música en directo. Su interfaz de usuario consiste en una sola ventana con diferentes secciones. La sección principal se divide en dos tipos de vistas. La primera (vista session) sirve para disparar y/o grabar en cada pista fragmentos audio o MIDI llamados clips. Su objetivo es realizar sesiones en directo o grabaciones improvisadas. La segunda vista (arrangement) muestra una secuencia en una regla de tiempo al estilo de un secuenciador tradicional. Su enfoque está más orientado a la composición y edición en condiciones de estudio.

## Historia
Los cofundadores de Ableton, Gerhard Behles, Robert Henke y Bernd Roggendorf desarrollaron Live a partir de un software casero que Behles y Henke habían creado para facilitar sus actuaciones musicales en directo como Monolake. Lanzaron la primera versión de Live en 2001 como software comercial. Ableton Live está escrito en C++. El propio Live no fue prototipo en Max, aunque la mayoría de los dispositivos de audio sí lo fueron.

## Características
- Grabación multipista de hasta 32-bit/192kHz.
- Edición no destructiva con deshacer ilimitado.
- Secuenciación de instrumentos MIDI hardware y software.
- Estiramiento de tiempo de archivos AIFF, WAV, Ogg Vorbis, FLAC y MP3 para improvisación y remezcla.
- Varios efectos de audio incorporados como retardos, filtros, distorsiones, compresores y ecualizadores.
- Incluye instrumentos de software basados en muestras.
- Agrupación de instrumentos, baterías y efectos en una pista para la creación de configuraciones más complejas.
- Soporte para efectos e instrumentos VST y AU con compensación de retardos.
- Soporte para archivos REX.
- Importación y exportación de vídeos.
- Control de parámetros a tiempo real con un controlador MIDI.
- Soporte ReWire.
- Interfaz de usuario basado en una sola ventana.
- Soporte para multiprocesador y multinúcleo.

## Instrumentos

### Integrados
- Simpler es un instrumento basado en una muestra que es cambiada de tono. Tiene envolventes, filtros y LFO's similares a los presentes en los sintetizadores para la definición del sonido. También puede reproducir sonidos más complejos pero sin las posibilidades de edición de Sampler.
- Impulse es un instrumento para la configuración de un kit de batería basado en muestras. Pueden emplearse hasta ocho sonidos, cada uno de los cuales pueden tener parámetros propios.
- Drum Rack es un instrumento para la creación de kits de batería con una disposición similar a la de los clásicos samplers MPC. Puedes arrojar cualquier archivo de audio dentro de sus "pads" virtuales y una instancia de Simpler se creará dentro del Drum Rack. Puedes asignar los sonidos que quieras a cada "pad" y crear kits de batería con hasta 128 sonidos.

### Opcionales
- Sampler es un reproductor de muestras de audio digital, combinado con parámetros propios de un sintetizador. A diferencia de simpler, un sampler utiliza multimuestras, lo que lo hace mucho más realista a la hora de intentar sonar como un instrumento real.
- Operator es un sintetizador FM con algunas características sustractivas.
- Electric es un instrumento de modelado físico que emula a pianos eléctricos.
- Tension es un sintetizador de modelado de instrumentos de cuerdas.
- Analog es un sintetizador sustractivo de sonido analógico.
- Collision es un sintetizador de modelado físico de instrumentos de mazo.
- Wavetable es un sintetizador de tabla de ondas.
- MAX for Live permite implementar instrumentos, efectos de audio y MIDI y mucho más con el poder y versatilidad de MAX de Cycling 74 dentro de Ableton

## Efectos

### Audio
- Auto Filter
- Auto Pan
- Beat Repeat
- Chorus
- Compressor
- Convolution Reverb
- Spectrum
- Dynamic Tube
- EQ Eight
- EQ Three
- Erosión
- Filter Delay
- Flanger
- Gate
- Glue Compressor
- Grain Delay
- Phaser

- Ping Pong Delay
- Saturator
- Simple Delay
- Redux
- Resonators
- Reverb
- Spectrum
- Utility
- Vocoder
- Multiband Dynamics
- Multichannel Audio
- Overdrive
- Limiter
- Frequency Shifter
- Looper
- Echo
- Pedal
- Tuner
- Vinyl Distortion

Adicionalmente pueden usarse efectos de audio VST o AU.

### MIDI
- Arpeggiator
- Chord
- Duración de nota
- Pitch

- Random
- Scale

- Velocity

Estos efectos procesan a tiempo real las señales de una pista MIDI.

## Aplicaciones similares
- FL Studio
- Pro Tools
- Logic Pro
- GarageBand
- Cubase
- REAPER
- LMMS